# Melodifestivalen 1973

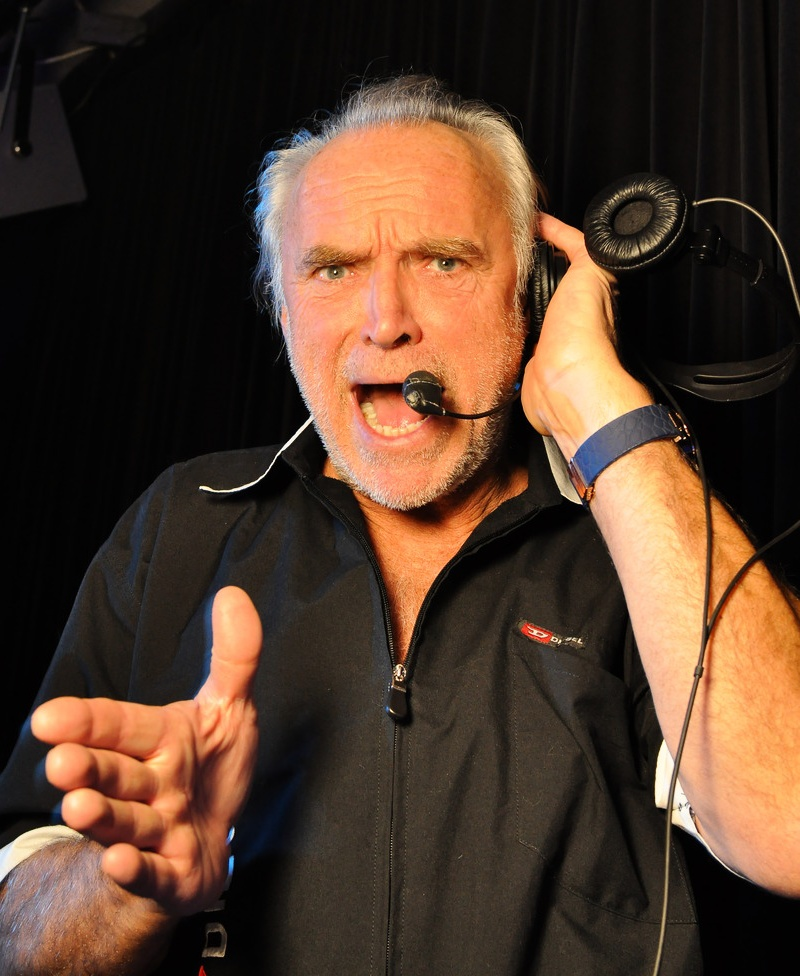
Claes af Geijerstam (på bilden) och Göran Fristorp ingick i musikgruppen "Malta" och vann Melodifestivalen 1973. I Eurovision Song Contest fick gruppen, dock, byta namn till "Nova" för att inte blandas ihop med landet Malta.

Melodifestivalen 1973 var den 14:e upplagan av musiktävlingen Melodifestivalen och samtidigt Sveriges uttagning till Eurovision Song Contest 1973. 
Finalen hölls i Studio 1 i TV-huset i Stockholm, där melodin "Sommar'n som aldrig säger nej", framförd av gruppen Malta, vann, genom att ha fått högst totalpoäng av jurygrupperna. Tävlingen lämnade återigen Cirkus (och skulle inte återkomma dit igen förrän fem år senare). Istället för artister bjöds kompositörer in på förhand som tillsammans med Sveriges Radio-TV fick besluta vilka artister som skulle få framföra deras bidrag. Således gjordes ingen allmän inskickning av bidrag det här året. För tredje året i rad användes en expertjury som enda resultat, men eftersom det blev en kritikstorm mot denna expertjurys slutdom togs den bort till året därpå och har efter detta aldrig använts igen. I modern tid är detta års festival unik då den TV-sändning som gjordes inte finns bevarad i SVT:s arkiv.
"Sommar'n som aldrig säger nej" fick sedan representera Sverige i ESC 1973 som hölls i Luxemburg den 7 april 1973.

## Tävlingsupplägg[1]
Sveriges Radio-TV beslöt på förhand att vända på konceptet från föregående år med förbestämda artister och allmäninskickade låtar. Istället bjöds kompositörer in som skrev de tio tävlande bidragen och valde sedan ut egna artister till dessa låtar. Precis som året innan fick dessa sedan också välja sin egen bakgrundskör samt dirigent. Precis som tidigare år kunde dock artisterna använda sig av TV:s egen huskör som för andra året i rad bestod av gruppen Dolls (Kerstin Bagge, Kerstin Dahl och Annica Risberg). Regeln med att utländska medborgare fick skicka in bidrag togs också bort. 
Under finalen behölls också expertjuryn (dock med nya jurymedlemmar) som var och en avlade röster. Efter finalen fick dock expertjuryn kritik för att ha valt ut fel vinnare, vilket gjorde att man aldrig återanvände detta system igen i framtida festivaler.

### Återkommande artister
| Artist                                                         | Tidigare år (med placering) (Melodifestivalen)        | Tidigare år (med placering) (ESC) |
| -------------------------------------------------------------- | ----------------------------------------------------- | --------------------------------- |
| Anni-Frid Lyngstad (Del av Björn & Benny, Agnetha & Anni-Frid) | 1969 (4:a)                                            | –                                 |
| Ann-Louise Hanson (Del av Glenmarks)                           | 1963 (-, -), 1966 (4:a), 1967 (7:a, 10:a), 1969 (4:a) | –                                 |
| Claes-Göran Hederström                                         | 1968 (1:a)                                            | 1968 (5:a)                        |
| Lill-Babs                                                      | 1960 (-), 1961 (2:a, 5:a)                             | 1961 (14:e)                       |
| Mona Wessman (Duett med Kerstin Aulén)                         | 1968 (3:a)                                            | –                                 |

### Övrigt
Efter tävlingen kom Ring ring att bli det mest framgångsrika bidraget och den engelska versionen av låten kom även att klättra på listor i andra länder. Även Ted Gärdestads och Lasse Berghagens bidrag blev framgångsrika i Sverige trots blygsamma jurypoäng. Ted Gärdestad var för övrigt den yngsta artisten det här året, då han endast var 17 år gammal vid sitt framträdande.

## Finalkvällen
Finalen av festivalen 1973 sändes den 10 februari 1973 från studio 1 i TV-huset i Stockholm. Programledare var Alicia Lundberg. Precis som året innan fanns det ingen fast kapellmästare då artisterna själva fick välja ut sin egen dirigent. Trots det fick Lars Samuelson vara dirigent vid fyra bidrag och Mats Olsson vid tre.
För tredje året i rad avgjordes finalen genom en expertjury bestående av musiker, skådespelare och journalister. För att utöka juryn något beslöt Sveriges Radio-TV att bjuda in utländska gäster och personer med invandrarbakgrund till juryn. Varje medlem i juryn delade sedan ut fem poäng till sin favoritlåt, tre poäng till sin tvåa och en poäng till sin trea. Övriga bidrag gavs noll poäng.

### Startlista
| Nr | Artist                             | Låt                                | Upphovsmän (Text & musik)                                        | Dirigent          |
| -- | ---------------------------------- | ---------------------------------- | ---------------------------------------------------------------- | ----------------- |
| 1  | Lars Berghagen                     | Ding-dong                          | Lars Berghagen (tm)                                              | Lars Samuelson    |
| 2  | Ted Gärdestad                      | Oh, vilken härlig dag              | Kenneth Gärdestad (t), Ted Gärdestad (m)                         | Lars Samuelson    |
| 3  | Inga-Lill Nilsson                  | En frusen ros                      | Karin Stigmark (t), Mats Olsson (m)                              | Mats Olsson       |
| 4  | Björn & Benny, Agnetha & Anni-Frid | Ring ring (bara du slog en signal) | Stikkan Anderson (t), Benny Andersson (m), Björn Ulvaeus (m)     | Lars Samuelson    |
| 5  | Glenmarks                          | En liten sång (som alla andra)     | Östen Warnerbring (tm)                                           | Lars Samuelson    |
| 6  | Kerstin Aulén & Mona Wessman       | Helledudane, en sån karl           | Peter Himmelstrand (tm)                                          | Mats Olsson       |
| 7  | Claes-Göran Hederström             | Historien om en vän                | Karin Stigmark (t), Claes Dieden (m), Anders Henriksson (m)      | Mats Olsson       |
| 8  | Lill-Babs                          | Avsked från en vän                 | Britt Lindeborg (t), Peter Totth (m)                             | Peter Totth       |
| 9  | Malta                              | Sommar'n som aldrig säger nej      | Lars Forssell (t), Monica Dominique (m), Carl-Axel Dominique (m) | Monica Dominique  |
| 10 | Ann-Kristin Hedmark                | I våran värld                      | Anja Notini-Wallin (t), Bengt-Arne Wallin (m)                    | Bengt-Arne Wallin |

### Poäng och placeringar
| Nr | Låt                                | OH | MC | AL | LVD | HK | IR | ST | PH | ASU | ASC | MB | Summa | Plac. |
| -- | ---------------------------------- | -- | -- | -- | --- | -- | -- | -- | -- | --- | --- | -- | ----- | ----- |
| 1  | Ding-dong                          | -  | -  | -  | -   | -  | -  | -  | -  | 3   | -   | -  | 3     | 7     |
| 2  | Oh, vilken härlig dag              | 1  | -  | -  | 1   | -  | -  | -  | 3  | -   | 1   | 1  | 7     | 4     |
| 3  | En frusen ros                      | -  | -  | -  | -   | -  | -  | -  | -  | -   | -   | -  | 0     | 9     |
| 4  | Ring ring (bara du slog en signal) | -  | 3  | -  | -   | -  | -  | -  | 5  | -   | -   | -  | 8     | 3     |
| 5  | En liten sång (som alla andra)     | 3  | -  | -  | -   | -  | -  | 1  | -  | -   | 3   | -  | 7     | 4     |
| 6  | Helledudane, en sån karl           | -  | -  | -  | -   | -  | -  | -  | -  | -   | -   | -  | 0     | 9     |
| 7  | Historien om en vän                | -  | -  | -  | -   | -  | -  | -  | -  | 1   | -   | -  | 1     | 8     |
| 8  | Avsked från en vän                 | -  | -  | 5  | -   | 1  | 1  | -  | -  | -   | -   | -  | 7     | 4     |
| 9  | Sommaren som aldrig säger nej      | 5  | 1  | 1  | 3   | 3  | 3  | 5  | 1  | 5   | 5   | 5  | 37    | 1     |
| 10 | I våran värld                      | -  | 5  | 3  | 5   | 5  | 5  | 3  | -  | -   | -   | 3  | 29    | 2     |

### Expertjuryn
Juryn bestod av elva personer (i den ordning de avlämnade rösterna):
1. Oscar Hedlund (OH), journalist på Dagens Nyheter
2. Michele Claire (MC), svenskfödd artist med popband i Italien
3. Alain Leroux (AL), studiomusiker och arrangör från Frankrike
4. Linda van Dyck (LVD), sångare och skådespelare från Holland
5. Hayati Kafé (HK), sångare
6. Ivan Renliden (IR), pianist
7. Svante Thuresson (ST), sångare
8. Peter Holm (PH), sångare
9. Anna Sundqvist (ASU), skådespelare
10. Allan Schulman (ASC), TV-producent
11. Marie Bergman (MB), sångare i Family Four

## Eurovision Song Contest
Luxemburg hade vunnit året innan och fick därför stå värd för tredje gången. Tävlingen förlades till Nouveau Théâtre i Luxemburg den 7 april 1973. Malta och Österrike valde att inte medverka det här året, samtidigt som Israel gjorde debut i tävlingen. Israel blev därmed det första landet som geografiskt sätt inte ligger i Europa men som ändå får vara med och tävla eftersom de är medlemmar i EBU. Totalt kom sjutton länder till start. Det här året justerades också språkregeln så att man fick sjunga på vilket språk man ville.
Precis som de senaste åren användes samma poängsystem. Detta innebar att varje land hade två jurymedlemmar, en över och en under 25 år, (som var på plats live i studion) där varje medlem gav varje lands bidrag (utom sitt eget land) poäng mellan ett och fem poäng. Precis som tidigare år blev därför inget land utan poäng och poängsnittet blev högre än normalt.
Sverige tävlade som nummer tolv (av sjutton länder) och slutade efter juryöverläggningarna på femte plats med 94 poäng. Inför Sveriges framträdande fick den svenska representantgruppen Malta byta namn till Nova för att inte förväxlas med landet Malta (som trots det inte medverkade). Dessutom framfördes det svenska bidraget på engelska under titeln "You're Summer".
För andra gången i Eurovisionens historia lyckades värdlandet vinna finalen (med 129 poäng). Detta var dock endast fyra poäng från tvåan Spanien (som fick 125 poäng) och bara sex poäng från trean Storbritannien (som fick 123 poäng). Allra sist slutade Belgien med 58 poäng. För övrigt hade Belgien startnummer två, som i ESC-sammanhang inte har varit så lyckosamt att få. Det kan också noteras att Finland fick sin dittills bästa placering, en sjätteplats, Marion Rungs Tom Tom Tom. Det var Finlands bästa placering eftersom det skulle dröja hela 33 år innan man faktiskt fick en bättre placering (en vinst).